# Марк Постумий Албин Региленсис
Марк Постумий Албин Региленсис (на латински: Marcus Postumius Albinus Regillensis) e политик на ранната Римска република през 5 век пр.н.е. Произлиза от патрицииската фамилия Постумии.
През 426 пр.н.е. той е консулски военен трибун. През 403 пр.н.е. е цензор заедно с Марк Фурий Камил. Според Ливий той е през 403 пр.н.е. военен трибун.